# إهناسيا (مركز)
مركز إهناسيا، مركز إداري مصري. يقع في محافظة بني سويف الواقعة في جمهورية مصر العربية. القاعدة الإدارية للمركز هي مدينة إهناسيا.